# أدولفو كاميلو دياز
أدولفو كاميلو دياز (بالإسبانية: Adolfo Camilo Díaz)‏ هو كاتب إسباني، ولد في 1963 في Caborana ‏ في إسبانيا.